# 地球迴聲
是一部2014年美國科幻冒險片，由戴夫·格林執導，萊恩·卡瓦諾和安德魯·潘納製作。由堤·漢姆、布萊恩·亞斯特羅·布拉德利、瑞斯·哈衛特、艾拉·瓦勒絲特等人主演。這部電影最初由製片商Relativity Media和Panay Films共同開發，其發行權後來被出售給Relativity Media，電影於2014年7月2日在美國上映，而台灣則在10月31日上映。
這部電影是以尋獲佚失影片風格拍攝， 故事圍繞著四個鄰居朋友，講述他們在沙漠中找到了一個機器人，他們稱之為「迴音（Echo）」的遙控外星人，同時被危險的勢力追捕，他們不惜一切代價去阻止那個危險的勢力傷害無辜的外星生物和得到外星人的高超技術。

## 劇情
故事發生在美國內華達州的一個叫桑樹林（Mulberry Woods）的社區，正當一個新的高速公路建設項目在社區周邊啟動時，居住在附近的一群小夥伴們不約而同的收到了奇怪的神秘信息。黑夜中不斷有奇怪的聲音發出，是壞蛋？還是外星訪客？塔克、亞歷克斯和芒奇開始有不好的預感，便向家人及當局求助，然而遭到所有人都不把簡訊當一回事；於是，他們三人暗自計畫一場秘密冒險，去破解這些密碼的意義，並追查它們的來源。
塔克、亞歷克斯和芒奇是鄰里和兒時的好朋友。塔克是一位很喜歡拿著攝像機拍攝影片的青少年，芒奇出生於一個普通的家庭，最近這段時間經歷了父母離婚，現時與母親一起居住，至於亞歷克斯是一位曾經被不同家庭領養過的青少年。三位好朋友對於他們所居住的社區桑樹林，因為政府的一個新的高速公路建設項目而需要拆除感到憂愁，他們正是因為政府這個項目而必須搬走。
由於搬遷時間將近，三位好朋友再次聚集一起，各自拍了一個臨別感言的影片。一天晚上，塔克突然收到亞歷克斯的來電，亞歷克斯告訴塔克他的手機在他吃晚飯的時候突然開始出現故障，手機屏幕顯示看似隨機的圖形模式。於是塔克翌日到訪亞歷克斯的家，結果塔克發現自從自己進入亞歷克斯的住宅範圍後，自己的手機也出現了同樣的情況，有趣的地方是不但亞歷克斯的手機，連他的養父母的手機也在同一時間出現類似的情況。塔克和亞歷克斯曾經拿著自己的手機到手機店舖，但找不出手機故障的原因，他們曾經也向家人及當局求助，然而卻遭到所有人都不把這手機故障的情況當作一回事。芒奇此時到訪亞歷克斯的家，他知道塔克和亞歷克斯的情況後拿出自己隨身帶著的三部手機，三部都是正常運作。塔克於是叫芒奇拿著自己其中一部手機在亞歷克斯家的院子周圍走一走。芒奇按照塔克的指示走一走後，他手中的手機也出現了同樣的情況。
芒奇後來透過搜尋地圖發現原來手機屏幕顯示看似是隨機的圖形模式實際上是對17.6英里外的沙漠中一個地點的描繪。這時候，有兩個是附近的高速公路建設項目的工人到訪塔克的家，來意是想過來看看是否有電力短路，說這可能會影響電話的接收，因此想看看誰的家會出現這樣的問題，塔克趕忙說自己的電話運作正常，那個工人說現在購買新電話會有優惠，只要電話出現了奇怪的簡訊或圖案就可以換機。塔克聽到後立即意識到這兩個工人的真正來意並不是想過來看看是否有電力短路，而是自己那部手機屏幕顯示看似隨機的圖形模式的手機。於是塔克說自己什麼都不知道便把這兩個工人拒於門外，關上門後，塔克覺得這些工人很奇怪，他很不明白為什麼這些工人先是在這裏建高速公路，現在又想要他們的電話。
塔克與亞歷克斯和芒奇在網絡上討論芒奇的發現和自己的疑惑，三人意識到這一切一定意味著什麼。塔克原先決定在星期六瞞著父母一起冒險探究到底，但因為亞歷克斯星期六就要搬家，於是塔克決定把時間推前在星期五的晚上，也就是他們搬家前一起的最後一晚，進行一場秘密冒險，去追查這一切的來源。
三位好朋友決定騎著他們的單車到沙漠進行追查，為了方便行動，三人把他們的冒險偽裝成過夜，塔克對父母說會去亞歷克斯的家遊玩新款的遊戲機以及過夜，而亞歷克斯則對他的養父母說會去芒奇的家玩遊戲機以及過夜，至於芒奇，為了避免家人查問，他將他家人的手機加了個變壓器，它們連接路由器，然後連到發射器，接著再連到接收器，也就是芒奇的手機，這樣不論他們任何人向芒奇的家人致電，都會轉接到芒奇的手機裏。塔克同時用各種攝像機來記錄整個冒險。
三位好朋友此時正式開始他們已計劃好的冒險，他們跟著地圖到了一個偏僻的地方，此時三人離家已經很遠了，心裏既感到害怕又感到興奮，現在的他們只能夠靠自己，他們騎著單車差不多半個小時都沒有見到一輛車。

## 演員
- 泰歐·哈爾姆（英语：Teo Halm） 飾 亞歷克斯·尼科爾斯（Alex Nichols）
- 布萊恩·亞斯特羅·布拉德利（英语：Brian "Astro" Bradley） 飾 塔克·西姆斯（Tucker "Tuck" Simms）
- 瑞斯·C·哈特維奇（英语：Reese Hartwig） 飾 雷金納德·芒奇·巴瑞特（Reginald "Munch" Barrett）
- 艾拉·瓦勒絲特（英语：Ella Linnea Wahlestedt） 飾 艾瑪·黑斯廷斯（Emma Hastings）
- 傑森·格雷-史丹佛 飾 勞倫斯·馬斯登博士（Dr. Lawrence Masden）
- 阿吉·史密斯（英语：Algee Smith） 飾 馬庫斯·西姆斯（Marcus Simms）（塔克的哥哥）
- 卡西烏斯·威利（英语：Cassius Willis） 飾 卡爾文·西姆斯（Calvin Simms）（塔克的父親）
- 尚雅·萊絲莉-謝佛（英语：Sonya Leslie-Sheffer） 飾 泰瑞莎·西姆斯（Teresa Simms）（塔克的母親）
- 邁克·沃特福德（英语：Myk Watford） 飾 布雷克·道格拉斯（Blake Douglas）（亞歷克斯的養父）
- 凱莉·歐馬利（英语：Kerry O'Malley） 飾 珍妮絲·道格拉斯（Janice Douglas）（亞歷克斯的養母）
- 維吉尼亞·路易斯·史密斯（英语：Virginia Louise Smith） 飾 貝蒂·巴瑞特（Betty Barrett）（芒奇的母親）
- 彼得·麥肯齊（英语：Peter Mackenzie） 飾 詹姆斯·黑斯廷斯（James Hastings）（艾瑪的父親）
- 薇樂莉·懷爾德曼（英语：Valerie Wildman） 飾 克莉斯汀·黑斯廷斯（Christine Hastings）（艾瑪的母親）

## 外部連結
- 互联网电影数据库（IMDb）上《地球迴聲》的资料（英文）